# You Can't Do That
You Can't Do That è una canzone del gruppo musicale britannico The Beatles accreditata alla coppia di autori John Lennon/Paul McCartney anche se fu composta per lo più da John Lennon. La canzone fu pubblicata inizialmente come lato B del singolo Can't Buy Me Love e successivamente fu inclusa nell'album A Hard Day's Night sul mercato europeo e nell'album The Beatles' Second Album su quello statunitense.

## Descrizione

### Registrazione
La canzone era stata prescelta come una di quelle eseguite nella performance dal vivo inclusa nel film A Hard Day's Night. I Beatles registrarono quattro volte la canzone per la BBC radio nell'anno 1964. Inoltre sempre nell'anno 1964, la canzone fu inserita nella scaletta, come secondo brano dopo Twist and Shout, del loro repertorio dal vivo durante il loro tour statunitense e australiano.

### Testo e significato
Viene considerata una canzone di Lennon semi-autobiografica, inoltre l'autore suonò anche la chitarra solista.
Il tema principale del testo della canzone è la gelosia, che Lennon affronterà anche in altri brani, quali Run for Your Life e Jealous Guy - quest'ultimo da solista.

## Classifiche
La canzone seguì le orme del successo del Lato A.

## Formazione
- John Lennon - voce solista, chitarra solista
- Paul McCartney - voce di accompagnamento, basso, cowbell
- George Harrison - voce di accompagnamento, chitarra a 12 corde
- Ringo Starr - batteria, congas

## Cover
Harry Nilsson eseguì una cover della canzone incidendola nel suo album di debutto Pandemonium Shadow Show (1967) trasformandola in una melodia lenta che entrò in classifica in Canada nelle Top 10. È noto che Lennon ascoltò il lavoro di Nilsson e si congratulò con lui e da qui nacque una amicizia che durò per tutto il resto della vita di Lennon.
La band statunitense Vanilla Fudge eseguì un'altra cover degna di nota sul loro secondo album intitolato The Beat Goes On.